# Чапаевский сельский округ (Западно-Казахстанская область)
Чапаевский сельский округ — административно-территориальное образование в Акжаикском районе Западно-Казахстанской области.

## Административное устройство
1. село Чапаев
2. село Жайык[2]